# Petite forteresse Arrighina
La petite forteresse Arrighina (en italien : Rocchetta  Arrighina) était un élément de la défense de Pietrasanta, dans la province de Lucques en Toscane,.

## Historique
Pour renforcer le système défensif de Pietrasanta, Castruccio Castracani fit renforcer en 1324 la Forteresse de Sala et construire la Rocchetta Arrighina à côté de la Porta a Pisa. Il lui  donna ce nom en l'honneur de son fils Arrigo.

« Le 20 mars 1324, ayant estimé qu'il était bon de fortifier et de mettre en garnison le pays de Pietra Santa, très fertile et peuplé et avec un beau site près de la mer, il s'y rendit avec des hommes pratiques, et y amena son fils Enrico, qui voulait que dans les fondations jette la première pierre ; sur lequel il plaça un beau saphir entouré d'or, dans une coupe pleine d'eau et de vin : et celui-ci était sous la porte dite gibeline et dans la poterne ; plaçant dans chacun desdits lieux un florin d'or (également dans des coupes pleines d'eau et de vin) qui était un de ceux qu'il avait battus : et dit Rocca le fit appeler l'Arrighina du nom de son fils »

— A.Manucci, Les actions de Castruccio Castracani degli Antelminelli Seigneur de Lucques et avec la généalogie de la famille, p. 78.
Selon la Narrativa di Pietrasanta, la forteresse fut commencée par Arrigo Castracani degli Antelminelli, fils de Castruccio Castracani :

« Arrigo Antelminelli a fondé la Rocha Arrighina et la Rocha Ghibellina, et notez qu'Arrigo était le fils de Castruccio »

— Fiction de Pietrasanta, 1536.
Pour le confirmer, il y a deux plaques au-dessus de la porte en tuf de la forteresse qui montrent les armoiries des Castracani et l'aigle impérial. Les travaux des forteresses furent achevés en 1329.

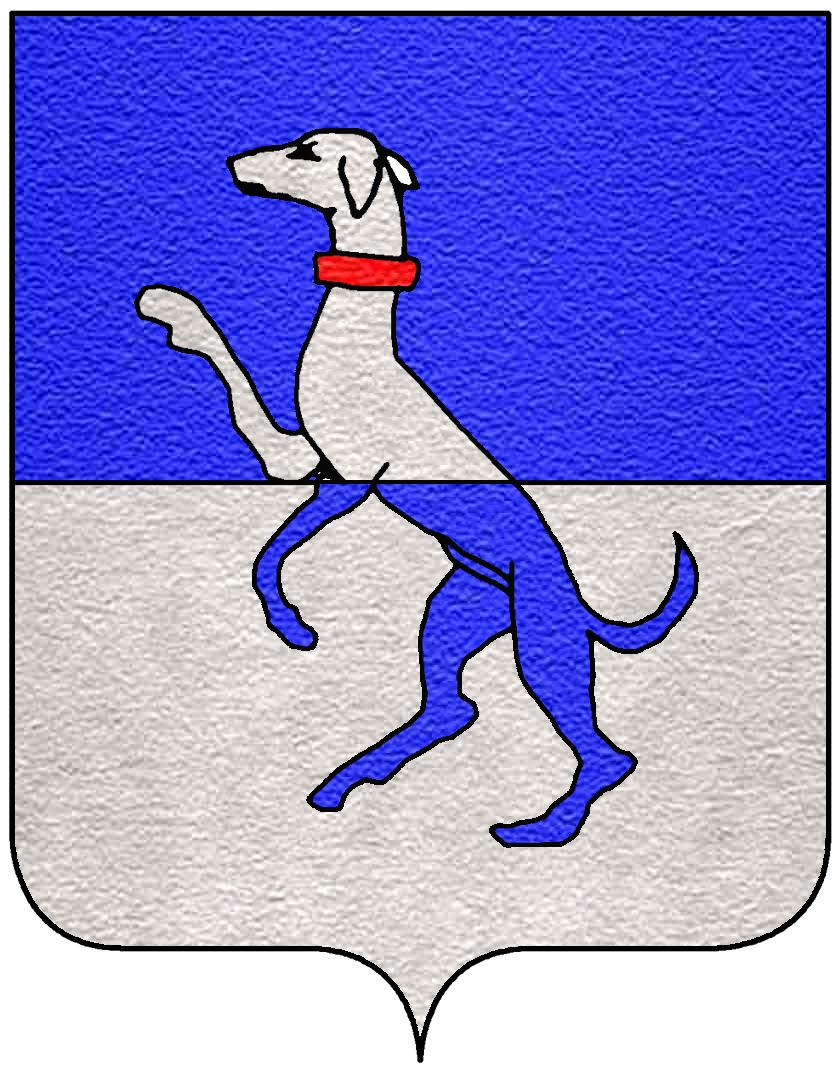
Blason de Castracani des Antelminelli.

## Description

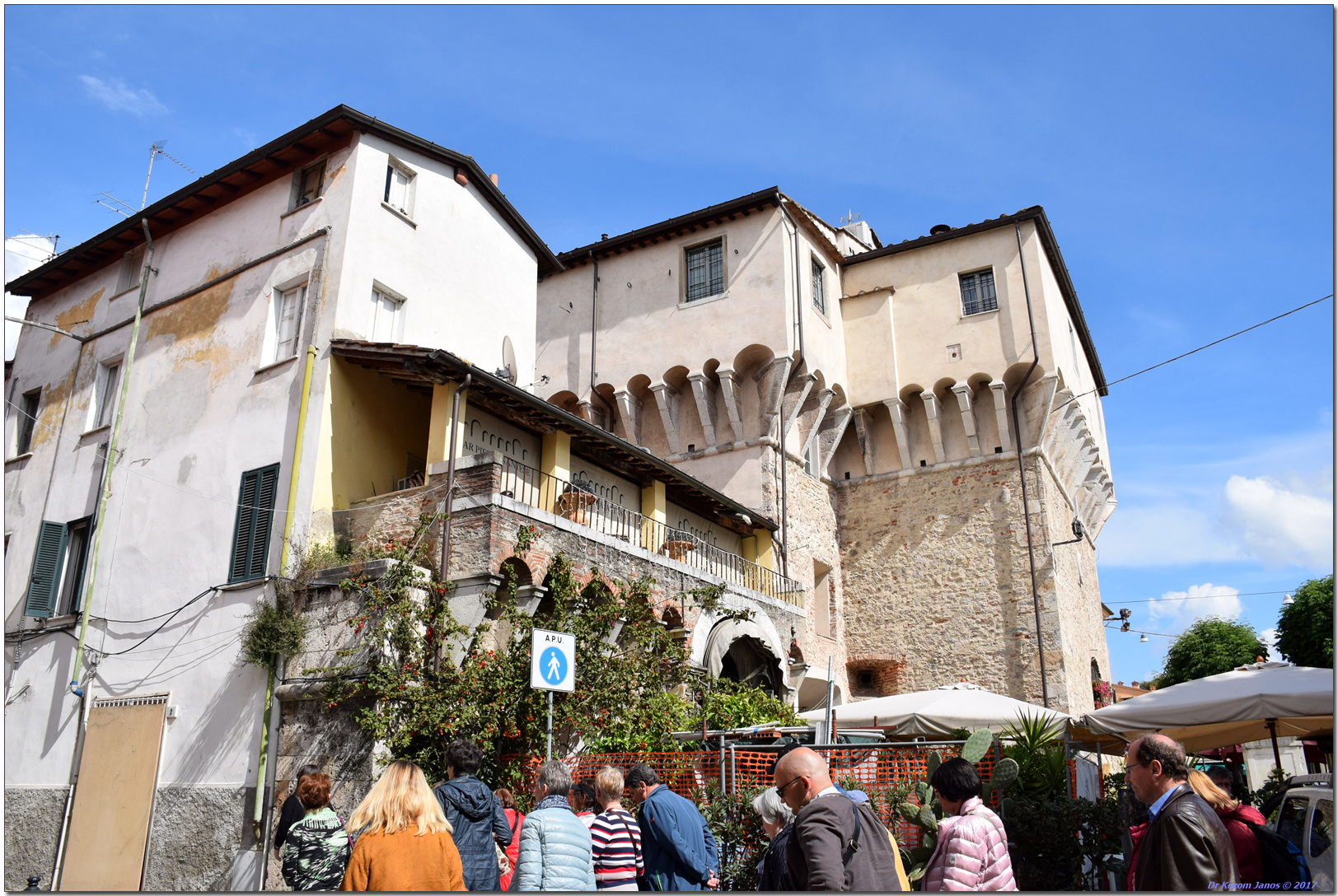
la Rocchetta.

La petite structure était équipée d'un double pont-levis (extérieur sur un fossé rempli d'eau et intérieur vers la place). Avec lui, le plan défensif de la ville a pris la forme d'un triangle avec à son sommet l'ancienne colonie lombarde sur la colline. En 1395, la Rocchetta fut renforcée par une maçonnerie et un ravelin et ensuite, en 1456, elle fut équipée de cloches.
La Rocchetta fut détruite pendant le siège florentin de 1484, mais peu de temps après elle fut reconstruite par Francesco di Giovanni dit Il Francione et par  Francesco d'Agnolo  dit La Ciecca.
Au milieu du XVIIIe siècle, la Rocchetta fut démantelée de son équipement militaire. Au XIXe siècle, elle subit d'importantes rénovations avec la construction de bâtiments attenants et l'ouverture de nouvelles fenêtres au rez-de-chaussée.
Aujourd'hui, la Rocchetta est une propriété privée.